# Gerdal dos Santos
Gerdal Renner dos Santos (Rio de Janeiro, 27 de outubro de 1929 - Rio de Janeiro, 24 de julho de 2022), mais conhecido como Gerdal dos Santos, foi um radialista, jornalista, ator e advogado brasileiro.

## Biografia
Ainda criança, em 1942, integrou o elenco infantil da Associação Brasileira de Críticos Teatrais, no Teatro Carlos Gomes, tendo atuado nas peças "Aladino ou a Lâmpada Maravilhosa" e "O Príncipe do Limo Verde". Participou em São Paulo da inauguração do Teatro Alumínio atuando na Companhia Nicete Bruno e Halfeld.
Neste mesmo ano entrou na Rádio Tupi, como ator-mirim de rádio, no programa “A Hora do Guri”,  apresentado por Silvia Autuori, a Tia Chiquinha. Já em 1943, atuou no primeiro longa-metragem da Atlântida Cinematográfica, o filme: "Moleque Tião", de José Carlos Burle, com o Custódio Mesquita, Grande Otelo e Lourdinha Bittencourt. Ainda no cinema faria "O goal da vitória" e "Sob a luz do meu bairro".
Com apenas 15 anos de idade, em 1945, foi convidado pelo novelista Amaral Gurgel e ingressou na Rádio Globo, do Rio de Janeiro. Nesta emissora se destacou contracenando com a maior estrela da emissora à época, Zezé Fonseca. Em 1952, atuou como rádio-ator na Rádio Clube do Brasil e, em 1953, estreou na Rádio Nacional, onde participaria do programa Consultório Sentimental, de Helena Sangirardi; ainda na Rádio Nacional atuou em rádio novelas e em programas musicais.
Já na televisão seria contratado pela TV Rio, atuando em  em novelas, como “Jerônimo, Herói do Sertão”,” O Anjo”, ” Presídio de Mulheres”; participou do programa que teve grande audiência, que foi o ” A Felicidade Bate à Sua Porta’, com Yara Salles e Emilinha Borba; também esteve no programa de Almirante ” Incrível, Fantástico, Extraordinário”.
O golpe de 1964 alcançou Gerdal dos Santos trabalhando na Rádio Nacional, ele e mais 35 colegas foram demitidos da rádio sob acusação de serem comunistas; o inspirador de tais denúncias seria o radialista César de Alencar. Com isso Gerdal se dedicou mais à carreira de advogado, chegando a trabalhar em favor dos colegas e amigos, que estavam vivendo momentos difíceis. Gerdal seria anistiado em 1980 e voltou a trabalhar na Rádio Nacional,  comemorando nesta emissora os seus 60 anos de atividades artísticas. Na Rádio Nacional apresentou os programas "Onde canta o sabiá", "Parada de todos os carnavais", "Rádio Memória" e "Naquele tempo".
Ele tinha um espírito solidário no trato com a arte e artistas. No ano de 2000, Gerdal dos Santos uniu-se a diversos artistas, como Nicette Bruno, que havia sido sua colega no Teatro de Alumínio, Agnaldo Timóteo, seu cliente como advogado, além de outros artistas e amigos para criar a Fundação SócioCultural José Ricardo (FUNJOR), entidade que levava o nome do amigo e que atuou com ele em diversos programas da Rádio Nacional, José Ricardo. Gerdal foi membro do conselho cultural da entidade entre 2000 e 2004, quando assumiu a presidência e comandou a entidade de apoio aos profissionais da arte e de preservação de memória artística por 3 gestões até se transformar, no ano de 2012, em Instituto FUNJOR, sendo seu primeiro presidente. Ficou a frente da entidade até 2016,quando recebeu o título vitalício de "presidente de honra" da FUNJOR. 
Em 2002, passou a apresentar programa de entrevistas na Rede Vida de Televisão, onde ficou por vários anos apresentando o programa "Brasil é isso!". O comunicador também foi membro da Academia Guanabara de Letras, da Academia Brasileira de Jornalistas e da Academia de Letras e Artes Paranapuã. Fez parte do Cenáculo Brasileiro de Letras e Artes e do Salão Poesia e Artes. Também membro da Ordem dos Advogados do Brasil, Ordem dos Jornalistas do Brasil, Associação Brasileira de Imprensa, Instituto dos Advogados Brasileiros, Federação da Academias de Letras do Brasil e Academia Nacional de Letras e Artes. 
Gerdal se aposentado em 2018 do rádio, por consequência de um AVC, e teve seu último programa "Onde Canta o Sabiá" veiculado em edição especial para celebrar seus 90 anos, em 2019. No início da noite de domingo, 24 de julho de 2022, passou mal e teve uma parada cardíaca em sua casa, bairro de Copacabana (RJ), falecendo aos 92 anos de idade.  